# Luxiaria celebensis
Luxiaria celebensis är en fjärilsart som beskrevs av Louis Beethoven Prout 1929. Luxiaria celebensis ingår i släktet Luxiaria och familjen mätare. Inga underarter finns listade i Catalogue of Life.